# Backin' It Up
Backin' It Up è un singolo del rapper statunitense Pardison Fontaine, pubblicato il 20 settembre 2018 come primo estratto dal primo album in studio UNDER8ED.
Il brano vede la partecipazione della rapper statunitense Cardi B.

## Antefatti
Fontaine e Cardi B sono collaboratori da molto tempo che hanno lavorato insieme a molte tracce. La canzone è stata anticipata per la prima volta ad un afterparty dei MTV Video Music Awards 2018, a cui Cardi ha partecipato. È il primo brano pubblicato dall’EP di debutto del rapper per una major.

## Video musicale
Diretto da Kid Art, il video musicale della canzone mostra Fontaine, Cardi B e la loro crew esibirsi su pavimenti illuminati e in parcheggi, indossando tessuti di lusso e gioielli. Nella clip, Fontaine entra in una pizzeria e flirta con la ragazza di un altro uomo. Cardi indossa un abito rosso ispirato a Lil' Kim.

## Esibizioni dal vivo
Pardison Fontaine e Cardi B hanno rappato  la canzone per la prima volta in televisione ai BET Hip Hop Awards 2018. Fontaine si è unito a Cardi sul palco dopo la sua esibizione di Get Up 10.

## Successo commerciale
La canzone ha raggiunto la vetta della Mainstream R&B/Hip Hop Chart, sostituendo Money della stessa Cardi, facendola diventare la seconda donna a riuscirci, dopo Nicki Minaj. È inoltre diventata la terza artista ad occupare le prime tre posizioni, grazie al raggiungimento di Twerk delle City Girls, in collaborazione con la rapper, al terzo posto.

## Classifiche
| Classifica (2019) | Posizione massima |
| ----------------- | ----------------- |
| Stati Uniti       | 40                |